# Тюркан Акьол
Тюркан Акьол (на турски: Türkân Akyol) е турска политичка, лекарка и учен.
Тя е първата жена, заела министерски пост в Турция и първата жена – ректор на университет в страната.

## Ранни години
Тюркан Акьол е родена на 12 октомври 1928 в Истанбул. Основното си образование изкарва на различни места в Турция, тъй като семейството ѝ се мести често, заради професията на баща ѝ, щатен офицер. Завършва девическата гимназия „Еренкьой“ в Истанбул през 1947 година.

## Академична и политическа кариера
През 1953 година Акьол завършва висше медицинско образование в Университета в Анкара. Като лекар прави специализацията си в областта на пулмологията и продължава академичната си кариера в същия университет. През 1965 година става старши асистент, а през 1970 година – професор. Между 1959 и 1965 година Акьол провежда научни изследвания в САЩ, Франция и Нидерландия.
На 25 март 1971 година, тя получава назначение като Министър на здравеопазването и социалната сигурност в кабинета на Нихат Ерим, с което става първата жена, заела министерски пост в Турция. На 13 декември същата година тя се оттегля от министерския пост и се връща на преподавателското си място в университета.
През 1980 година Акьол е избрана за ректор на Анкарския университет, с което отново става първата жена ректор на университет в страната. На този пост остава до 1982 година, когато напуска поради разногласия със Съвета за висше орбазование на Турция. Преподава в университета до 1983 година, когато Ердал Иньоню я кани като съосновател на Социалдемократическата партия (SODEP). Акьол е избрана за заместник-председател на партията.
След парламентарните избори в Турция през 1987 година, Тюркан Акьол влиза в парламента като депутат от вилает Измир. След края на мандата си през 1991 година отново се връща на преподавателската си позиция. През 1992 година е избрана за държавен министър, отговарящ за жените и семейството, в коалиционното правителство начело със Сюлейман Демирел. През 1993 година отново е избрана за министър в кабинета на Тансу Чилер – първата жена министър-председател на Турция.

## Наследство
На името на Тюркан Акьол е кръстена болница в Бурса.